# Agrotis nyei
Agrotis nyei là một loài bướm đêm trong họ Noctuidae.